# Madeleine Milhaud
Pour les articles homonymes, voir Milhaud.
Madeleine Milhaud, née le 22 mars 1902 à Paris où elle est morte le 17 janvier 2008,, est une actrice et librettiste française. Elle est à la fois la cousine et la femme du compositeur français Darius Milhaud.

## Biographie
Madeleine Milhaud est née à Paris. Son père, l'oncle de Darius, était originaire d'Aix-en-Provence, et sa mère de Bruxelles. Elle commence à jouer très tôt et aura une longue carrière d'actrice et de récitante.
Darius et Madeleine Milhaud se sont mariés en 1925. Leur fils,, Daniel (1930-2014), fut peintre et sculpteur
La suite pour piano de Darius La Muse ménagère, qui lui est dédiée, décrit leur vie quotidienne ensemble. Elle écrivit le livret de ses opéras Médée, Bolivar, et La Mère coupable.
En scène, elle a notamment été l'élève et une amie proche de Charles Dullin. Elle a joué et chanté dans l'une de ses pièces, Les Oiseaux, adaptée d'Aristophane, sur une partition de leur ami Georges Auric.